# Grace (Idaho)
Grace es una ciudad ubicada en el condado de Caribou en el estado estadounidense de Idaho. En el año 2010 tenía una población de 915 habitantes y una densidad poblacional de 351,92 personas por km².

## Geografía
Grace se encuentra ubicado en las coordenadas 42°34′34″N 111°43′47″O / 42.57611, -111.72972. Según la Oficina del Censo, la localidad tiene un área total de 2,6 km² (1 mi²), de la cual 2,6 km² (1 mi²) es tierra y 0 km² (0 mi²) (0.0%) es agua.

## Demografía
En el 2000 la renta per cápita promedia del hogar era de $32,303, y el ingreso promedio para una familia era de $39,306. En 2000 los hombres tenían un ingreso per cápita de $33,214 contra $14,306 para las mujeres. El ingreso per cápita para la localidad era de $13,452. Alrededor del 7% de la población estaba bajo el umbral de pobreza nacional.